# Struikspin
De struikspin (Anyphaena accentuata) is een spinnensoort in de taxonomische indeling van de buisspinnen (Anyphaenidae).
Het dier behoort tot het geslacht Anyphaena. De wetenschappelijke naam van de soort werd voor het eerst geldig gepubliceerd in 1802 door Charles Athanase Walckenaer.